# Julija Paratowa
Julija Jewheniwna Paratowa (ukr. Юлія Євгенівна Паратова; ur. 7 listopada 1986 w Odessie) – ukraińska sztangistka, brązowa medalistka olimpijska i dwukrotna mistrzyni Europy.
W 2012 roku wystartowała na igrzyskach olimpijskich w Londynie, gdzie zdobyła brązowy medal w wadze piórkowej. Pierwotnie zajęła piąte miejsce, jednak w 2016 roku za doping zdyskwalifikowane zostały Zülfija Czinszanło z Kazachstanu (1. miejsce) i Cristina Iovu z Mołdawii (3. miejsce), a brąz przyznano reprezentantce Ukrainy. Podczas rozgrywanych cztery lata później igrzysk olimpijskich w Rio de Janeiro zajęła ósme miejsce w wadze muszej.
Zdobyła też złote medale w wadze piórkowej na mistrzostwach Europy w Tiranie (2013) i mistrzostwach Europy w Tbilisi (2015).

## Wyniki
| Rok  | Zawody             | Miasto | Miejsce | Kategoria | Wynik  |
| ---- | ------------------ | ------ | ------- | --------- | ------ |
| 2013 | Mistrzostwa Europy | Tirana | 1       | 53 kg     | 194 kg |
| 2011 | Mistrzostwa Europy | Kazań  | 2       | 58 kg     | 200 kg |